# بوندانگ-دونگ
بوندانگ-دونگ (به لاتین: Bundang-dong) یک منطقهٔ مسکونی در کره جنوبی است که در گیونگی-دو واقع شده‌است.